# Альтернативні праві

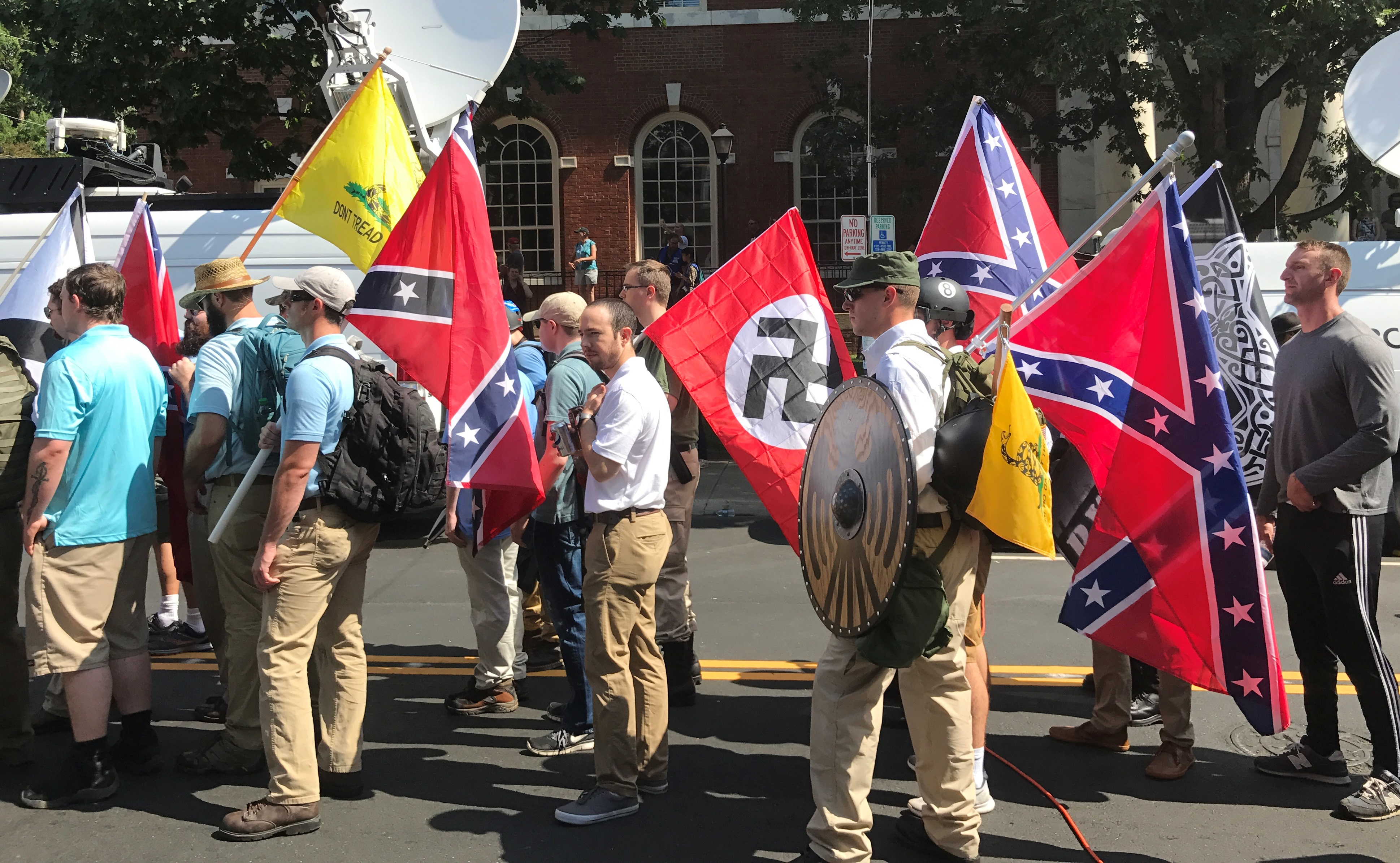
Відомі альт-праві активісти зіграли важливу роль в організації маршу «Об’єднаних правих» у серпні 2017 року в Шарлоттсвіллі, штат Вірджинія; на світлині — учасники мітингу з бойовими стягами Конфедерації, Ґадсденівськими прапорами та нацистським прапором

Альтернативні праві, альт-праві (alt-right) — це рух, заснований на правих поглядах, що відкидає типовий поміркований американський консерватизм. Поштовхом до організації руху стали анонімні форуми в інтернеті, що стали платформою для самовираження людей з правими поглядами. Білий націоналіст Річард Спенсер ужив термін у 2010 році, щоб визначити рух, зосереджений на білому націоналізмі, що викликало звинувачення у прикритті ним відвертого расизму, переваги білої раси, та неонацизму. Погляди альтернативних правих часто перетинаються з антисемітизмом, неонацизмом, нативізмом, ісламофобією, антифемінізмом та гомофобією, білим націоналізмом, правим популізмом та рухом за неореакцію. Концепція руху надалі асоціюється з групами американських націоналістів, неомонархістів, борців за права чоловіків та передвиборчою кампанією Дональда Трампа.
Термін привернув увагу протягом передвиборчої кампанії Дональда Трампа у 2016 році, особливо після того, як директором кампанії став Стівен Беннон (директор Breitbart News). Стівен Беннон посилався на Breitbart News, як на «платформу альтернативних правих».
Альтернативні праві не мають чіткої організаційної структури, координуючись головним чином в розділах про політику на анонімних форумах або в Твіттері. Ті, хто асоціює себе з рухом, підтримують Дональда Трампа, є опонентами нелегальної імміграції, мультикультуралізму та політичної коректності.
У своєму інтерв'ю The New York Times від 22 листопада 2016 року обраний президент США Дональд Трамп засудив рух альтернативних правих, чим викликав невдоволення багатьох своїх прихильників, які представляють цей рух..

## Походження терміна
У листопаді 2008 року, Пол Ґотфрід доповідав на засіданні клубу H. L. Mencken про «альтернативних правих». У 2009, кілька постів журналу Taki обговорювали явище «альтернативних правих». Але найширше вживання терміна приписується Річардові Спенсеру, президентові Інституту національної політики (National Policy Institute).

## Ідеологія
З характеристики Associated Press:

«Альт-праві» або «альтернативні праві» — це назва руху, що охопив білих расистів та білих націоналістів та робить акцент на збереженні та захисті білої раси в США. На додаток до цього, вони притримуються традиційних консервативних позицій, таких як: обмежений уряд, низькі податки, суворий закон і суспільний порядок. Рух можна описати як суміш расизму, білого націоналізму та популізму. Члени руху відкидають мультикультуралізм, права небілих, жінок, євреїв, мусульман, гомосексуалів та інших меншин. Члени руху відкидають американські ідеали рівності усіх перед законом, незважаючи на расу, стать, віросповідання, етнічне походження тощо.
Майло Янопулос бадьоро виступає за включення ідей «альтернативних правих» до «мейнстримного консерватизму», обережно вживаючи класичну расистську риторику. «Відколи громади почали включати різні групи населення, культура й політика цих громад стала віддзеркалювати ті групи, з яких вони тепер складаються», — говорить Янопулос. Також за словами Майло Янопулоса:

Інтелектуали альтернативної правиці також відстоюють думку, що культура невідривна від раси. Альтернативні праві вважають, що окремішність національних груп певною мірою необхідна для збереження культури. Мечеть поруч із англійською вулицею, де повно будинків з прапорами Святого Георгія, кажуть альтернативні праві, це ні англійська, ні мусульманська вулиця — розділення необхідне для самобутності.

## Використання мемів
Альтернативна правиця активно використовує інтернет-меми для розповсюдження своїх ідей та навертання прихильників. Основними майданчиками є 4chan, 8chan, Reddit, The Daily Stormer. Прихильники вигадали та вживають образу «каксерватор» (cuckservative), мовна контамінація слів рогоносець (cuckold) та консерватор. Також розповсюджене в мережі Твіттер вживання потрійних дужок навколо імен євреїв, щоб ідентифікувати та переслідувати їх. Популярний в цих колах мем Жабка Пепе. Варіації мемів з жабою Пепе та «богом-Імператором Трампом» публічно критикувалися на офіційному сайті кампанії Клінтон. Також серед прихильників популярне поклоніння древньому єгипетському богові Кек.
Превалювання мемів та неполіткоректних жартів у середовищі альтернативних правих у багатьох коментаторів викликають сумніви щодо серйозності руху. Дехто вважає альтернативну правицю лише іншим способом вираження традиційних консервативних поглядів.